# Övertalning
Övertalning är en sorts inflytande, där man får någon eller några att hålla med om en idé eller åsikt, attityd eller handling. Det är en problemlösande strategi och genomförs med bedjande snarare än tvång.
Termen blandas ofta ihop med manipulation, där man – ofta i det tysta – otillbörligt påverkar människor eller skeenden i en viss riktning. Övertalningen kan dock vara mer eller mindre psykologiskt pressande och kopplad till tjatande omkring en eftersökt attityd eller handling. Övertalningen sker ofta genom argument, som genom att förefalla vara övertygande leder till en förändrad åsikt eller handling hos mottagaren av övertalningen.
Ordet övertalning finns i svensk skrift sedan 1640.